# 드바라카

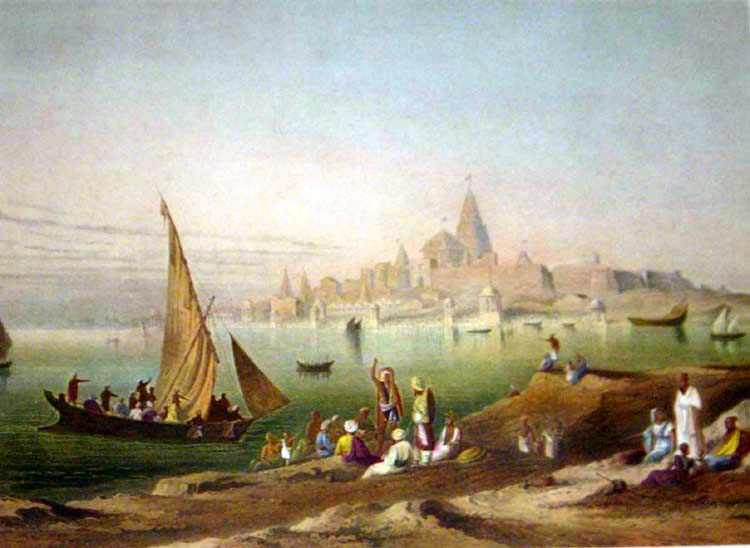
드바라카, 현대의 드와르카는 하리밤사의 많은 장의 배경이다. 이 도시는 현대의 구자라트주에 있는 바다 근처에 위치한 것으로 묘사된다; 19세기 도시의 그림 (아래).

드바라카(산스크리트어: द्वारका, "성문 도시", 아마도 많은 성문을 가지고 있거나, 또는 하나 또는 여러 개의 매우 웅장한 성문을 가지고 있다는 의미) 또는 드바라바티는 힌두교, 자이나교, 그리고 불교의 성스러운 문헌에 나오는 성스러운 역사 도시이다. 이 도시는 또한 드바리카로도 표기된다. 드바라카라는 이름은 힌두교의 주요 신인 크리슈나가 붙인 것으로 전해진다.
마하바라타에서는 현재의 드와르카에 위치했던 도시로, 이전에는 쿠샤스탈리라고 불렸으며, 그 요새는 야다바족에 의해 수리되어야 했다. 이 서사시에서 도시는 아나르타 왕국의 수도로 묘사된다. 하리밤사에 따르면 도시는 신두 왕국 지역에 위치했다.
힌두 서사시와 푸라나에서는 드바라카를 드바라바티라고 부르며, 영적 해탈을 위한 7대 티르타 (순례지), 사프타 푸리 (힌두교의 7대 성스러운 도시) 중 하나이다. 나머지 6곳은 마투라, 아요디아, 카시, 칸치푸람, 아반티카, 그리고 푸리이다.

## 힌두 문학

### 바가바타 푸라나

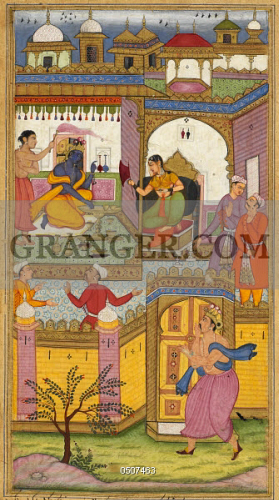
라즈나마, 힌두 서사시 마하바라타의 페르시아어 번역본. 비마가 크리슈나를 아슈바메다에 초대하기 위해 드바라카 성에 도착한다. 사탸바마와 함께 있는 크리슈나는 듣지 못하는 척한다.

크리슈나가 드바라카에 있을 때의 다음 묘사는 바가바타 푸라나 (10.69.1-12)에 나라다 현자의 방문과 관련하여 나타난다:
도시는 공원과 유원지를 날아다니는 새와 벌들의 소리로 가득했고, 활짝 핀 인디바라, 암보자, 칼라라, 쿠무다, 웃팔라 연꽃으로 가득 찬 호수에서는 백조와 학의 울음소리가 울려 퍼졌다.
드바라카는 90만 개의 왕궁을 자랑했는데, 모두 수정과 은으로 지어졌고 거대한 에메랄드로 화려하게 장식되었다. 이 궁전 안의 가구들은 금과 보석으로 장식되어 있었다.
잘 정비된 대로, 도로, 교차로, 시장 시스템을 따라 교통이 움직였고, 많은 회의장과 사원이 매력적인 도시를 장식했다. 도로, 안뜰, 상업 거리, 주거용 파티오는 모두 물이 뿌려져 있었고 깃대에서 펄럭이는 깃발이 태양의 열기로부터 그늘을 드리웠다.
드바라카 시에는 행성 통치자들에게 숭배받는 아름다운 개인 구역이 있었다. 비슈바카르마 신이 그의 모든 신성한 기술을 보여준 이 구역은 크리슈나의 거주지였으며, 따라서 크리슈나의 여왕 1만 6천 명의 궁전으로 화려하게 장식되어 있었다. 나라다는 이 거대한 궁전 중 하나에 들어갔다.

궁전을 지탱하는 것은 바이두르야 보석으로 장식된 산호 기둥이었다. 벽은 사파이어로 장식되었고, 바닥은 영원한 광채로 빛났다. 그 궁전에서 트바쉬트르는 진주 가닥이 매달린 캐노피를 설치했다; 또한 상아와 귀중한 보석으로 만든 좌석과 침대도 있었다. 목에 로켓을 단 잘 차려입은 시녀들과 터번, 멋진 제복, 보석 귀걸이를 한 갑옷을 입은 경비원들이 있었다.— 바가바타 푸라나, 10.69.1-12

### 하리밤사
- 하리밤사에서는 드바라카가 주로 "잠긴 땅", "대양이 해방한" 곳에 지어졌다고 묘사된다 (2.55.118 및 2.58.34).
- 도시는 이전 "라바타카 왕의 유원지"였으며 "드바라바티"라고 불렸고 "체스판처럼 정사각형"이었다 (2.56.29).
- 근처에는 "신들의 거주지"인 라바타카 산맥 (2.56.27)이 있었다 (2.55.111).
- 도시는 브라만에 의해 측정되었다; 집들의 기초가 놓였고 적어도 일부 집들은 야다바에 의해 지어졌다 (2.58.9 - 15).
- 비슈바카르만이 하루 만에 "정신적으로" 지었다 (2.58.40) (2.58.41 및 44).
- 사방을 둘러싼 성벽 (2.58.48 및 53)과 4개의 주요 성문 (2.58.16)이 있었다.
- 집들은 줄지어 배열되어 있었고 (2.58.41) 도시는 "높은 건물" (2.58.50 및 54) (2.58.53)을 가지고 있었으며, "거의 하늘에 닿을 듯" (2.58.50) 했고, "흰 구름색의 문" (2.58.48)을 가지고 있었다.
- 도시의 성벽은 "태양의 색과 황금 단지로 빛났고" "황금색으로 반짝이는 웅장한 집들에서 소리가 울려 퍼졌다" (2.58.53).[12]
- 별도의 욕실이 있는 크리슈나 자신의 궁전을 포함한 사원 지역이 있었다 (2.58.43).
- "이 도시는 인드라의 천상 도시가 '중요한 보석들의 집합으로 아름다워진' 것처럼 '대양에 의해 지구상에서 아름다워졌다'" (2.58.47 - 66, (2.58.49).

#### 사건
- 판두의 아들들은 숲으로 유배된 동안 드바라카에 살았다. 인드라세나가 이끄는 그들의 하인들은 1년 (13년째) 동안 그곳에 살았다 (4,72).
- 발라라마는 사라스바티강을 따라 순례를 떠나기 전에 드바라카의 희생 제사를 언급했다 (9,35).
- 루크미니는 크리슈나와 야반도주한 후 드바라카의 수석 왕비가 된 것으로 묘사되며,[13] 마하바라타에서는 크리슈나의 주 배우자로서 락슈미 여신과 동일시된다.[14]
- 사람은 "핀다라카"라는 성지에서 목욕함으로써 금을 풍성하게 기부하는 열매를 얻을 수 있는 드바라바티로 자제력 있는 감각과 조절된 식단으로 나아가야 한다 (3,82).[15]
- 느리가 왕은 한 가지 잘못 때문에 오랫동안 드바라바티에 머물러야 했고, 크리슈나는 그의 비참한 처지에서 구출되는 원인이 되었다 (13,72).
- 현자 두르바사는 오랫동안 드바라바티에 거주했다 (13,160).
- 아르주나는 쿠루크셰트라 전쟁 후 그의 군사 작전 중에 드바라바티를 방문했다 (14,83).
- 판다바족이 세상에서 은퇴할 때 그들은 드바라카가 한때 있었던 곳을 방문하고 도시가 물에 잠긴 것을 본다.

## 관련 고고학
1983-1990년 동안 인도 국립해양학연구소 (NIO)의 해양 고고학 부서는 드와르카와 베트 드와르카에서 수중 발굴을 수행했다. S. R. 라오에 따르면 "육상 및 해상 발굴에서 얻을 수 있는 고고학적 증거는 기원전 1500년에 위성 도시 몇 개를 가진 도시 국가의 존재를 확인시켜 준다." 그는 이 잠긴 도시가 마하바라타에 묘사된 드바라카라고 결론 내리는 것이 합리적이라고 보았다.

## 잠수
마하바라타의 마우살라 파르바에서 아르주나는 드바라카의 침수를 목격하고 다음과 같이 묘사한다:
| “ | 해변을 때리던 바다가 갑자기 자연이 가했던 경계를 허물었다. 바다가 도시로 돌진했다. 아름다운 도시의 거리를 휘몰아쳤다. 바다가 도시의 모든 것을 뒤덮었다. 아름다운 건물들이 하나씩 잠기는 것을 보았다. 몇 순간 만에 모든 것이 끝났다. 바다는 이제 호수처럼 고요해졌다. 도시의 흔적은 없었다. 드바라카는 단지 이름일 뿐이었다; 단지 기억일 뿐이었다. | ” |

## 참고 문헌
- S. R. Rao (1991). 〈Further excavations of the submerged city of Dwarka〉. 《Recent Advances in Marine Archaeology: Proceedings of the second Indian Conference on Marine Archaeology of Indian Ocean Countries, January 1990》. National Institute Of Oceanography. 51–59쪽.
- Gaur, A.S., Sundaresh, P. Gudigar, Sila Tripati, K.H. Vora and S.N. Bandodkar (2000) Recent underwater explorations at Dwarka and surroundings of Okha Mandal, Man and Environment, XXV(1): 67-74.
- Gaur, A.S. and Sundaresh (2003) Onshore Excavation at Bet Dwarka Island, in the Gulf of Kachchh, Gujarat, Man and Environment, XXVIII(1): 57-66.

## 추가 문헌
- Shikaripur Ranganatha Rao (1999). 《The lost city of Dvārakā》. Aditya Prakashan. ISBN 9788186471487.